# Марк Гавий Сквилла Галликан (консул 150 года)
Марк Га́вий Скви́лла Галлика́н (лат. Marcus Gavius Squilla Gallicanus) — римский государственный деятель второй половины II века.
Род Галликана происходил из итальянского города Вероны. Его отцом был консул 127 года Марк Гавий Сквилла Галликан. В 150 году Сквилла занимал должность ординарного консула вместе с Секстом Карминием Ветом. В 165 году он находился на посту проконсула провинции Азия.
Супругой Марка была Помпея Агрипинилла. В их браке родилось двое детей: Гавия Корнелия Цетегилла и Марк Гавий Корнелий Цетег.